# Way Gelang
Way Gelang is een bestuurslaag in het regentschap Tanggamus van de provincie Lampung, Indonesië. Way Gelang telt 1744 inwoners (volkstelling 2010).